# موريس ديفيس (ضابط)
موريس ديفيس (بالإنجليزية: Morris Davis)‏ هو ضابط أمريكي، ولد في 31 يوليو 1958.